# Love Lockdown
«Love Lockdown» — песня американского хип-хоп артиста Канье Уэста, выпущенная 18 сентября 2008 года в качестве главного сингла с альбома 808s & Heartbreak. Написана и спродюсирована самим Уэстом и Джеффом Баскером (англ. Jeff Bhasker). Впервые была представлена на церемонии MTV Video Music Awards 2008. Песня написана в стиле минималистичного синтипопа, содержит элементы электронной музыки, звуки драм-машины Roland TR-808 и голос Уэста, обработанный эффектом Auto-Tune.
Песня была хорошо принята музыкальными критиками. Критик Джош Тиранджел (англ. Josh Tyrangiel) из журнала Time назвал «Love Lockdown» лучшей песней 2008 года. Также сингл был коммерчески успешным — он дебютировал на третьей строке Billboard Hot 100, было продано более трёх миллионов копий.

## Музыка
Трек «Love Lockdown» является показателем стиля всего альбома 808’s & Heartbreak. Это минорная песня (написана в ключе до-диез минор с темпом 120 ударов в минуту) с крайне минималистичным набором инструментов (синтезатор, электронные биты, фортепиано и тайко). Вокал Канье обработан при помощи Auto-Tune и Roland TR-808, создавшей «искривлённое» звучание. Некий контраст, получающийся при взаимодействии насквозь электронного звучания и этнических инструментов — часть оригинальной задумки Канье Уэста. Песня вдохновлена работами звёзд синтипопа Фила Коллинза, Бой Джорджа, Гэри Ньюмана.

## Музыкальное видео
На песню был снят видеоклип. Его премьера состоялась 7 октября 2008 года на The Ellen DeGeneres Show. Режиссёром выступил Саймон Ньювуд, местом съёмок стала квартира Канье Уэста. Рэпер, одетый во всё белое, ходит по белой кухне и поёт песню. Канье признался, что на такое решение его вдохновило то, как в фильме «Американский психопат» Патрик Бэйтмен, сыгранный Кристианом Бейлом, находится в своей квартире в Нью-Йорке. Иногда в кадр попадают африканские туземцы с тамтамами. Время идёт, дикарей становится всё больше и больше, в кадре появляется странный предмет, напоминающий космический корабль. Также появляются две огромные женские фигуры, покрытые татуировками, по форме напоминающие геоглифы Наски. В финале рэпер ложится на диван, что является отсылкой к фильму «Космическая одиссея 2001 года» Стэнли Кубрика.
Видео было номинировано на 2009 MTV Video Music Awards, однако не получило наград ни в одной из номинаций.

## Список композиций
CD-сингл для Великобритании
1. «Love Lockdown» — 4:30

CD-сингл 12″
1. «Love Lockdown» — 4:30

CD-сингл для Европы
1. «Love Lockdown» — 4:30
2. «Flashing Lights» (Album Version) — 3:57
3. «Stronger» (A-Trak Remix) — 4:38
4. «Love Lockdown» (видео)

CD-сингл ремиксы
1. «Love Lockdown» (Aerotronic Remix) — 4:12
2. «Love Lockdown» (Chew Fu Small Room Fix) — 4:43
3. «Love Lockdown» (Flufftronix Edit) — 5:04
4. «Love Lockdown» (Instrumental) — 4:11
5. «Love Lockdown» (Jake Troth Remix) — 2:46
6. «Love Lockdown» (Main) — 4:31
7. «Love Lockdown» (Radio Edit) — 4:15

## Чарты, продажи и сертификации
| Чарт (2008)                        | Позиция |
| ---------------------------------- | ------- |
| Australian Singles Chart           | 18      |
| Austrian Singles Chart             | 18      |
| Belgian Singles Chart (Flanders)   | 13      |
| Canadian Hot 100                   | 5       |
| Danish Singles Chart               | 4       |
| Dutch Top 40                       | 13      |
| European Hot 100 Singles           | 16      |
| Finnish Singles Chart              | 20      |
| German Singles Chart               | 8       |
| Hungarian Singles Chart            | 5       |
| Irish Singles Chart                | 4       |
| Italian Singles Chart              | 38      |
| New Zealand Singles Chart          | 11      |
| Norwegian Singles Chart            | 14      |
| Swiss Singles Chart                | 18      |
| Swedish Singles Chart              | 11      |
| UK Singles Chart                   | 8       |
| UK R&B Chart                       | 1       |
| US Billboard Hot 100               | 3       |
| US Billboard Hot Dance Club Play   | 26      |
| US Billboard Hot R&B/Hip-Hop Songs | 26      |
| U.S. Billboard Pop 100             | 8       |
| U.S. Billboard Rhythmic Top 40     | 7       |

| Чарт (2009)             | Позиция |
| ----------------------- | ------- |
| Hungarian Singles Chart | 130     |
| UK Singles Chart        | 187     |
| U.S. Billboard Hot 100  | 44      |

| Страна         | Организация | Сертификация  | Продажи         |
| -------------- | ----------- | ------------- | --------------- |
| Австралия      | ARIA        | Золотой       | Более 35 000    |
| Новая Зеландия | RIANZ       | Золотой       | Более 7 500     |
| США            | RIAA        | 3x платиновый | Более 3 000 000 |